# Stalag

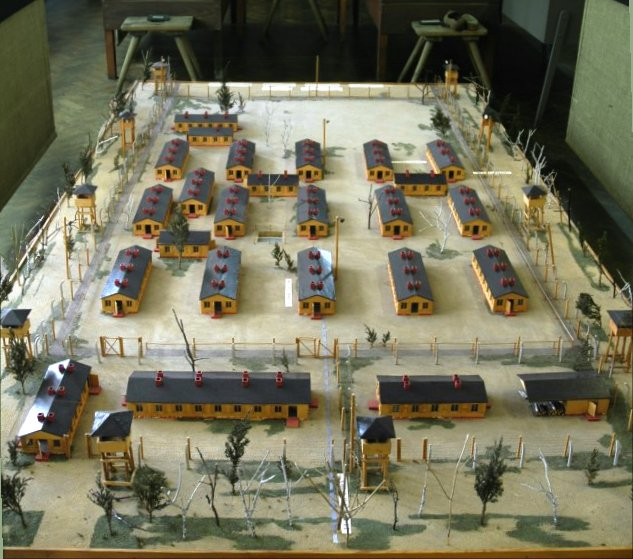
Stalag Luft III – makieta

Stalag (niem. skrót od Stammlager für kriegsgefangene Mannschaften und Unteroffiziere) – w czasie II wojny światowej niemiecki obóz jeniecki podczas II wojny światowej przeznaczony dla szeregowców i podoficerów.
Oddzielną kategorię stanowiły obozy Stalag Luft (Stammlager für kriegsgefangene Luftwaffenangehörige) pod zarządem Luftwaffe, przeznaczone dla lotników wszelkich stopni oraz Marlag (Kriegsmarine-Kriegsgefangenen-Mannschaftsstammlager) przeznaczone dla podoficerów i szeregowych marynarki wojennej.
Stalagi tworzone były w całej Europie. Najbardziej znany z nich – z powodu tzw. „wielkiej ucieczki” – to Stalag Luft III Sagan w obecnym Żaganiu. Wielka i tragiczna w skutkach ucieczka 81 jeńców w marcu 1944 zakończyła się szczęśliwie tylko dla trzech uciekinierów.

## Lista stalagów na terenie Polski
Na terenie obecnej Polski, znajdowały się wszystkie obozy w okręgach armii niemieckiej: Wehrkreis I, Wehrkreis VIII, Wehrkreis XX, Wehrkreis XXI, częściach: Wehrkries II, Wehrkries III, oraz Generalgouvernement-Lublin.
- Stalag I A (niem. Stablack) – największy w Prusach Wschodnich w Stabławkach i Kamińsku (obecnie Gmina Górowo Iławeckie) i częściowo obwód królewiecki, istniał w okresie: 9.1939-1.1945
- Stalag I B Królikowo k. Olsztynka (niem. Hohenstein), istniał w okresie: 10.1939-1945
- Stalag I B/PR Prostki (niem. Prostken)
- Stalag I E Prostki (niem. Prostken), istniał w okresie: 8.1942-11.1942
- Stalag I E Suwałki (niem. Sudauen), istniał w okresie: 10.1942-11.1942
- Stalag I F Suwałki (niem. Sudauen)
- Stalag I F/Z Prostki (niem. Prostken), istniał w okresie: do 6.1944
- Stalag II A Neubrandenburg, istniał w okresie: 9.1939-2.1945
- Stalag II B Czarne (niem. Hammerstein), istniał w okresie: 9.1939-1.1945
- Stalag II C Dobiegniew (niem. Woldenberg), istniał w okresie: 9.1939-6.1940
- Stalag II D Stargard (niem. Stargard in Pommern), istniał w okresie: 10.1939-1945
- Stalag II E Borne Sulinowo (niem. Groß Born-Rederitz), istniał w okresie: 11.1939-6.1940
- Stalag II F Czarne (niem. Hammerstein), istniał w okresie: 8.1941-1945
- Stalag II G Borne Sulinowo (niem. Groß Born-Rederitz), istniał w okresie: 7.1941-6.1942
- Stalag II H Barkniewko (niem. Barkenbrügge), istniał w okresie: 6.1942-6.1944
- Stalag III B Szczecin (niem. Stettin), istniał w okresie: 2.1945-4.1945
- Stalag III C Kostrzyn nad Odrą (niem. Alt Drewitz), istniał w okresie: 6.1940-1945
- Stalag IV B Mühlberg/Elbe i Zeithain
- Stalag IV F Miłoszów (niem. Hartmannsdorf)
- Stalag VI C Oberlangen
- Stalag VI H Arnoldsweiler/Düren; Nadrenia Północna Westfalia
- Stalag VII A Moosburg an der Isar
- Stalag VIII A Zgorzelec (niem. Görlitz), istniał w okresie: 10.1939-2.1945
- Stalag VIII B Łambinowice (niem. Lamsdorf), istniał w okresie: 1939-1943
- Stalag VIII B/Z Łambinowice (niem. Lamsdorf), istniał w okresie: 6.1943-12.1943
- Stalag VIII C Żagań (niem. Sagan), istniał w okresie: 9.1939-2.1945
- Stalag VIII C/Z Konin Żagański (niem. Kunau), istniał w okresie: 10.1939-1.1940
- Stalag VIII C/Z Świętoszów (niem. Neuhammer a. Queis), istniał w okresie: 6.1942-1945
- Stalag VIII D Cieszyn (niem. Teschen), istniał w okresie: 5.1941-6.1943
- Stalag VIII E Świętoszów (niem. Neuhammer a. Queis), istniał w okresie: 6.1941-7.1942
- Stalag VIII F Łambinowice (niem. Lamsdorf), istniał w okresie: 1941-6.1943
- Stalag X B Sandbostel
- Stalag XII C Końskie (niem. Konskie), istniał w okresie: 9.1941-11.1941
- Stalag XII C Skarżysko-Kamienna (niem. Skarzysko-Kamienna), istniał w okresie: 11.1941-4.1942
- Stalag XII E Zambrów (niem. Zambrow), istniał w okresie: 1.1942-10.1942
- Stalag XVII D Dęblin - patrz Stalag 237
- Stalag XX A Toruń (niem. Thorn), istniał w okresie: 12.1939-1945
- Stalag XX B Kwidzyn (niem. Littschen bei Marienwerder), istniał w okresie: 12.1939-2.1940
- Stalag XX B Malbork (niem. Marienburg), istniał w okresie: 2.1940-1.1945
- Stalag XX B II Gdańsk (niem. Danzig), istniał w okresie: 2.1940-1.1945
- Stalag XX B/Z Gdańsk (niem. Danzig-Bischofsberg), istniał w 12.1944
- Stalag XX C Toruń (niem. Thorn), istniał w okresie: 8.1941-5.1942
- Stalag XXI A Ostrzeszów (niem. Schildberg), istniał w okresie: 9.1939-3.1943
- Stalag XXI A/Z Poznań (niem. Posen), istniał w okresie: 6.1940-8.1940
- Stalag XXI B Szubin (niem. Schubin), istniał w okresie: 9.1940-12.1940
- Stalag XXI B Tur (niem. Thure), istniał od 12.1940
- Stalag XXI B1 Skoki (niem. Schokken), istniał w okresie: 12.1939-9.1940
- Stalag XXI B2 Szubin (niem. Schubin), istniał w okresie: 12.1939-9.1940
- Stalag XXI C Grodzisk Wielkopolski (niem. Grätz), istniał w okresie: 7.1940-6.1941
- Stalag XXI C Wolsztyn (niem. Wollstein), istniał w okresie: 6.1941-3.1943
- Stalag XXI C/Z Wolsztyn (niem. Wollstein), istniał w okresie: 7.1940-6.1941
- Stalag XXI D Poznań (niem. Posen), istniał w okresie: 8.1940-1945
- Stalag XXI D/Z Ostrzeszów (niem. Schildberg), istniał w okresie: 6.1943-12.1943
- Stalag XXI D/Z Mątwy (Inowrocław) (niem. Hohensalza-Montwy), istniał w okresie: 9.1943-12.1943
- Stalag XXI E Grodzisk Wielkopolski (niem. Grätz), istniał w okresie: 6.1941-3.1942
- Stalag 237 Dęblin[3] (niem. Deblin), istniał w okresie: 10.1941-4.1942
- Stalag 237 Piotrków Trybunalski (niem. Petrikau), istniał w okresie: 4.1942-9.1942
- Stalag 301 (niem. Stablack) - patrz Stalag I A, istniał w okresie: 4.1941-7.1941
- Stalag 301 Sieradz (niem. Schieratz), istniał w okresie: 7.1941-8.1941
- Stalag 301 Lublin (niem. Lublin), istniał w okresie: 8.1941-9.1941
- Stalag 307 Biała Podlaska (niem. Biala Podlaska), istniał w okresie: 5.1941-10.1941
- Stalag 307 Dęblin[3] (niem. Deblin-Irena), istniał w okresie: 10.1941-1.1944
- Stalag 307/Z Zajerzierce (niem. Zajerzierce), istniał w okresie: 12.1943-1.1944
- Stalag 313 Czarne (niem. Hammerstein) - patrz Stalag II B, istniał w okresie: 7.1941-8.1941
- Stalag 316 Siedlce (niem. Siedlce), istniał w okresie od 7.1941
- Stalag 316 Białystok (niem. Bialystok), istniał w okresie: 7.1942-6.1943
- Stalag 316/Z Zambrów (niem. Zambrow), istniał w okresie do 6.1943
- Stalag 319 Chełm (niem. Cholm), istniał w okresie: 3.1944-4.1944
- Stalag 319 Skierniewice (niem. Skierniewice), istniał w okresie: 5.1944-8.1944
- Stalag 319/Z Zamość (niem. Zamosc), istniał w okresie: 3.1944-4.1944
- Stalag 324 Ostrów Mazowiecka (niem. Ostrow Masowiecka), istniał w 7.1941
- Stalag 325 Zamość (niem. Zamosc), istniał w okresie: 7.1941-3.1942
- Stalag 325 Jasło-Szebnie (niem. Szebnie bei Sanok), istniał w okresie: 2.1944-7.1944
- Stalag 325/Z Olchowce (niem. Olchowce), istniał w okresie: 2.1944-7.1944
- Stalag 327 Jarosław (niem. Jaroslaw), istniał w okresie od 7.1941
- Stalag 327 Jasło-Szebnie (niem. Szebnie bei Sanok), istniał w okresie: 3.1942-11.1942
- Stalag 327 Przemyśl (niem. Przemysl), istniał w okresie: 12.1942-7.1944
- Stalag 327/Z Olchowce (niem. Olchowce), istniał w okresie do 2.1944
- Stalag 327/Z Piculice (niem. Piculice), istniał w okresie: 3.1943-7.1944
- Stalag 327/Z Nehrybka (niem. Nehrybka), istniał w okresie: 3.1943-7.1944
- Stalag 327/Z Wólka Raduńska (niem. Wolka Radunska)
- Stalag 331 (niem. Fischborn-Turosel), istniał w 8.1941
- Stalag 333 Ostrów-Komorowo (niem. Ostrow-Komorowo), istniał w okresie: 3.1942-9.1943
- Stalag 333 Beniaminów (niem. Beniaminow), istniał w okresie: 9.1943-1.1944
- Stalag 336 Siedlce (niem. Siedlce)
- Stalag 344 Łambinowice (niem. Lamsdorf) - patrz Stalag VIII B, istniał w okresie: 11.1943-3.1945
- Stalag 351 Głubczyce (niem. Leobschütz), istniał w okresie: 1.1943-3.1943
- Stalag 351 Barkniewko (niem. Barkenbrügge) - patrz Stalag II H, istniał w okresie: 3.1943-12.1944
- Stalag 357 Kopernikus, Toruń (niem. Thorn), istniał w okresie: 1.1944-9.1944
- Stalag 359 Sandomierz (niem. Sandomierz), istniał w okresie: 9.1941-11.1943
- Stalag 363 Rzeszów (niem. Reichshoff)
- Stalag 364 Rzeszów (niem. Reichshoff), istniał w okresie: 11.1941-4.1942
- Stalag 366 Siedlce (niem. Siedlce), istniał w okresie: 10.1941-7.1944
- Stalag 366 Dobrzenice (niem. Jakobsdorf), istniał do 8.1944
- Stalag 366 Lublin (niem. Lublin)
- Stalag 366/Z Suchożebry (niem. Suchozebry)
- Stalag 366/Z Biała Podlaska (niem. Biala Podlaska)
- Stalag 367 Częstochowa (niem. Tschenstochau), istniał w okresie: 9.1941-8.1944
- Stalag 367/Z Piotrkow Trybunalski (niem. Petrikau)
- Stalag 368 Beniaminów (niem. Beniaminow), istniał w okresie: 3.1942-12.1943
- Stalag 369 Kobierzyn (niem. Kobierzyn bei Krakau), istniał w okresie: 4.1942-9.1944
- Stalag 370 Rzeszów (niem. Reichshoff)
- Stalag 373 Prostki (niem. Prostken), istniał w okresie: 3.1944-12.1944
- Stalag 380 Skarżysko-Kamienna (niem. Skarzysko-Kamienna), istniał w okresie: 4.1942-9.1942
- Stalag 391 Mątwy (Inowrocław) (niem. Hohensalza-Montwy), istniał w okresie: 1941-12.1942
- Stalag 397 Piotrkow Trybunalski (niem. Petrikau), istniał w okresie: 11.1942-3.1943

### Stalagi Luft
- Stalag Luft Suwałki (niem. Sudauen), istniał w okresie: 1939-1942
- Stalag Luft II Łódź (niem. Litzmannstadt) istniał w okresie: 2.1941-1.1945
- Stalag Luft II Chojna (niem. Königsberg Neumark), istniał w okresie: 1943-1945
- Stalag Luft III Żagań (niem. Sagan), istniał w okresie: 5.1942-1.1945
- Stalag Luft IV Suwałki (niem. Sudauen), istniał w okresie: 1942-5.1944
- Stalag Luft IV Tychowo (niem. Groß-Tychow), istniał w okresie: 5.1944-2.1945
- Stalag Luft VI (Haidekrug; Prusy Wsch.)[4]
- Stalag Luft VII Bąków (niem. Bankau bei Kreuzburg), istniał w okresie: 1944-1945

### Marlagi[5]
- Marlag Rügenwalde, Darłowo
- Marlag Stettin, Szczecin
- Marine Dulag Gdingen (niem. Gotenhafen), Gdynia, istniał do 12.1944
- Marlag Gdingen (niem. Gotenhafen), Gdynia